# Ordre national du Mérite (France)
Pour les articles homonymes, voir Ordre du Mérite.
L'ordre national du Mérite est un ordre honorifique français institué le 3 décembre 1963 par le général de Gaulle. Il récompense les mérites distingués, militaires ou civils, rendus à la nation française. Il remplace d'anciens ordres ministériels et coloniaux.
Il s'agit de la quatrième décoration dans l'ordre de préséance après la Légion d'honneur, l'ordre de la Libération et la médaille militaire mais la troisième pouvant être encore décernée, l'ordre de la libération étant forclos.
Sa création permet de revaloriser l'ordre national de la Légion d'honneur créé par Napoléon Bonaparte le 20 mai 1802 pour récompenser les « mérites éminents ».
Il comprend également trois grades : chevalier, officier et commandeur ainsi que deux dignités : grand officier et grand-croix.
La nomination dans l'ordre national du Mérite peut se faire par proposition ministérielle ainsi que par la procédure d'initiative citoyenne.

## Historique
Le contexte de sa création est rapporté par Alain Peyrefitte. Lors du conseil des ministres du 14 novembre 1963, le président Charles de Gaulle, sur recommandation du grand chancelier Georges Catroux, craignant « l'inflation des décorations », il fut décidé de créer l'ordre national du Mérite et de supprimer 16 ordres ministériels, coloniaux et civils, qui n'étaient pas contrôlés par la chancellerie de la Légion d'honneur. Il y eut des plaidoyers d'André Malraux pour sauver l'ordre des Arts et des Lettres, puis de Christian Fouchet pour les Palmes académiques et d'Edgard Pisani pour le Mérite agricole, qui furent conservés. Le Premier ministre Georges Pompidou fit une déclaration infructueuse exprimant sa désapprobation, souhaitant conserver les anciens ordres du mérite, arguant que le mérite social, postal, sportif… sont des ordres accessibles à tous mais le nouvel ordre du Mérite national ne serait atteignable que pour une minorité de la population, privilégiant les hommes politiques, les officiers supérieurs et les hauts fonctionnaires comme un marchepied avant la Légion d'honneur.
Pompidou déclara à Peyrefitte que le général avait été persuadé par Catroux en adoptant la symbolique historique de la nation, liée aux deux grands monarques français : Napoléon qui créa la Légion d'honneur au camp de Boulogne et Louis XIV qui créa l'ordre royal de Saint-Louis. Peyrefitte déclara que c'est l'un des cas où la vision historique de De Gaulle et la vision pragmatique de Pompidou s'opposèrent, le mémorialiste ayant la préférence pour celle de Pompidou.

## Application
L'ordre national du Mérite est régi par le Code de la Légion d'honneur, de la médaille militaire et de l'ordre national du Mérite et est ainsi situé en quatrième position dans la hiérarchie des décorations, derrière la médaille militaire (attribuée aux soldats et aux sous-officiers), l'ordre de la Libération (qui n'est plus décernée depuis 1946) et l'ordre national de la Légion d'honneur.
Pour les officiers des armées (non issus du rang), elle arrive en seconde position derrière l'ordre national de la Légion d'honneur.
Cet ordre remplace ainsi 16 décorations, qui deviennent des ordres en extinction :
- Ordre du Mérite social
- Ordre de la Santé publique
- Ordre du Mérite touristique
- Ordre du Mérite artisanal
- Ordre du Mérite combattant
- Ordre du Mérite commercial et industriel
- Ordre du Mérite postal
- Ordre de l'Économie nationale
- Ordre du Mérite sportif
- Ordre du Mérite militaire
- Ordre du Mérite du travail
- Ordre du Mérite civil
- Ordre du Mérite saharien
- Ordre de l'Étoile noire
- Ordre de l'Étoile d'Anjouan
- Ordre du Nichan el Anouar

Ces ordres ministériels font l'objet d'un arrêt d'attribution ou de promotion depuis le 1er janvier 1964, mais les titulaires actuels survivants des grades et dignités desdits ordres continuent à jouir des prérogatives y étant attachées, et ce d'après l'article 38 du décret no 63-1196 portant création d'un ordre national du Mérite. En foi de quoi, même si ces ordres ministériels sont effectivement placés en extinction depuis 1964, ils ne sont pas éteints tant qu'il reste au moins un survivant dans chaque ordre.
Quatre ordres ont toutefois subsisté, en raison notamment de l'ancienneté ou de circonstances particulières : l'ordre des Palmes académiques, l'ordre du Mérite agricole, l'ordre du Mérite maritime et l'ordre des Arts et des Lettres.

### Réception dans l'ordre et brevet de nomination

#### Être «nommé» puis être «fait»
Une fois qu'une personne est nommée au grade de chevalier dans l'ordre (information publiée au journal officiel de la République française), elle fait (ou ne fait pas) la démarche de recevoir la décoration afin d'être membre de l'ordre, en acceptant les droits et devoirs.
Bien que nommée dans l'ordre, plusieurs raisons peuvent faire qu'une personne ne fera pas la démarche d'être reçue dans l'ordre et donc ne fera pas partie de l'ordre (refus personnel, mort avant la réception  dans l'ordre, attente, etc). 

#### Réception dans l'ordre au grade de chevalier
Lors de la réception dans l'ordre, après avoir payé des « droits de chancellerie », la personne est « faite chevalier de l'ordre » et se voit remettre les insignes de son grade et à partir de ce moment, elle fait partie de l'ordre. Cette qualité de membre de l'ordre prend effet après la réception, et dure toute la vie ; elle n'est pas transmissible aux descendants.

#### Remise du brevet
La réception dans l'ordre est attestée par un brevet. L'établissement du brevet est soumis à des droits de chancellerie dépendant du grade ou de la dignité. Ce n'est qu'après cette formalité administrative que la décoration peut officiellement être remise à l'occasion d'une cérémonie. À l'issue de la cérémonie de remise d'insigne, le décoré et le délégué remplissent le procès-verbal de la journée, le signent et le datent. Ce n'est qu'à la réception de ce document que l'intéressé est officiellement admis dans l'Ordre et que son brevet lui est expédié. .
La prise de rang (nomination ou promotion officielle) dans l'ordre national du Mérite, peut donc être effective plusieurs mois, voire plusieurs années après la publication du décret de nomination ou de promotion au Journal officiel, contrairement à la Médaille militaire et aux quatre ordres ministériels (Arts et Lettres, Mérite agricole, Mérite maritime, Palmes académiques) pour lesquels la nomination ou la promotion sont acquises au jour de la signature du décret ou de l'arrêté par le président ou le ministre concerné.

#### Désignation de la personne qui procède à la réception
Le grand chancelier désigne, pour procéder à la réception des commandeurs, officiers et chevaliers, un membre de l'ordre d'un grade au moins égal à celui du décoré.
Les grands-croix et les grands officiers (parfois aussi les commandeurs, des personnalités souvent artistiques et de nationalité étrangère lors de leur séjour en France) reçoivent leurs insignes des mains du président de la République. Toutefois, en cas d'empêchement, le grand chancelier ou un dignitaire ayant au moins le même rang dans l'ordre est délégué pour procéder à ces réceptions.
Par dérogation, le Premier ministre et les ministres en fonction, ainsi que dans les six mois après la fin de leurs fonctions peuvent procéder aux réceptions dans tous les grades et dignités de l'ordre par délégation du président de la République. Les présidents de l'Assemblée nationale, du Sénat, du Conseil constitutionnel et du Conseil économique, social et environnemental jouissent des mêmes prérogatives pendant leurs fonctions. Les ambassadeurs en poste dans un pays étranger peuvent également procéder aux réceptions, de même que les préfets et représentants de l'État dans chaque collectivité d'outre-mer.

## Contingents
Pour les ressortissants français, les contingents de croix de l'ordre national du Mérite pour la période du 1er janvier 2021 au 31 décembre 2023, sont fixés à 4 545 croix par le décret 2021-243 du 3 mars 2021, soit :
À titre civil
- 2290 chevaliers
- 485 officiers
- 95 commandeurs
- 7 grands officiers
- 3 grand-croix

Total 2 880 croix.
À titre militaire
- 1263 chevaliers
- 335 officiers
- 60 commandeurs
- 5 grands officiers
- 2 grand-croix

Total 1 665 croix.
Pour les ressortissants étrangers, le contingent de croix de l'ordre national du Mérite pour la période du 1er janvier 2018 au 31 décembre 2020 est fixé par le décret 2018-30 du 19 janvier 2018, soit :
- 200 chevaliers
- 94 officiers
- 40 commandeurs
- 4 grands officiers
- 2 grand-croix

Total 340 croix.
En 2022, la grande chancellerie estime à environ 177 000 le nombre de membres vivants de l'ordre.

## Insignes

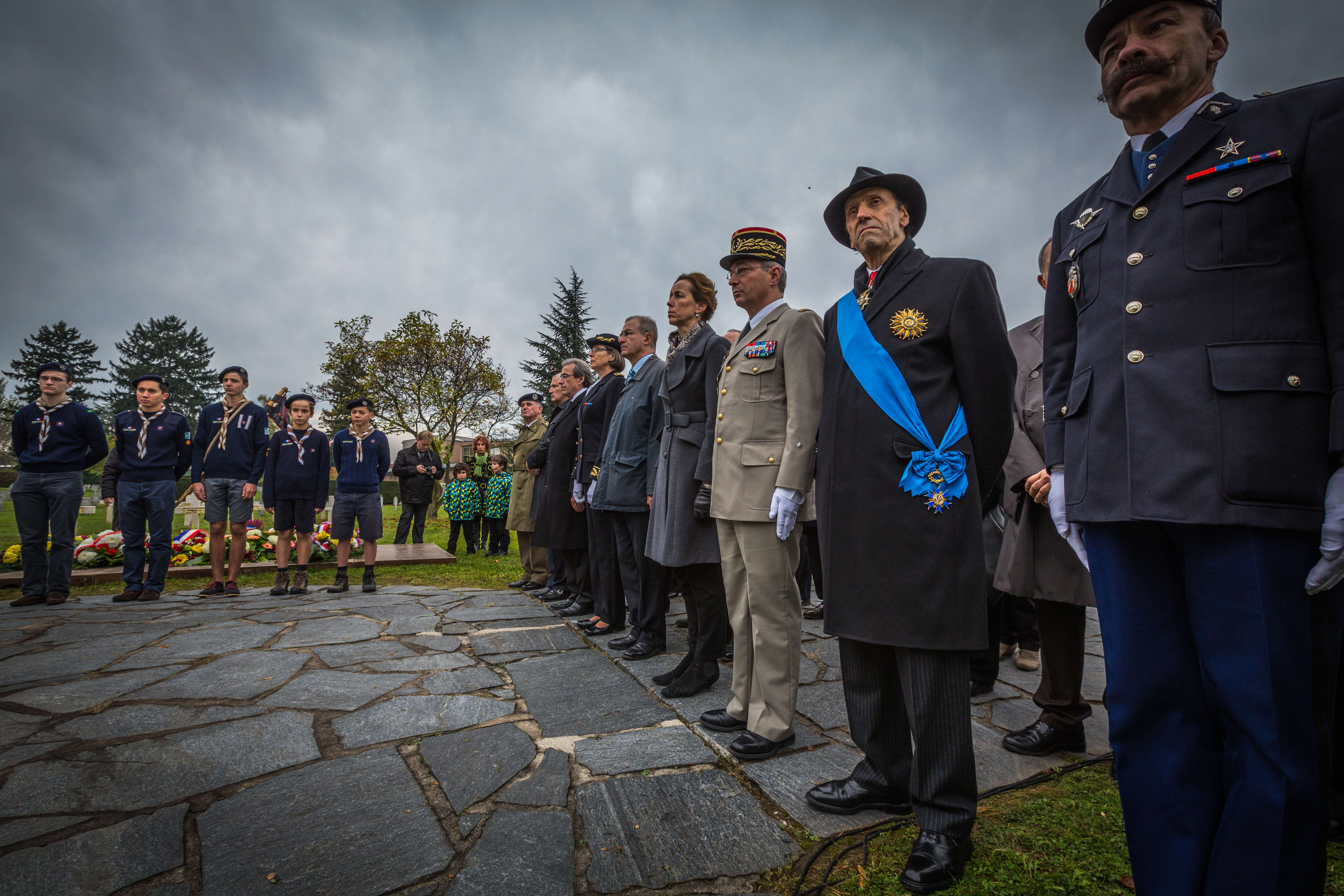
Le colonel Aziz Meliani, dignitaire de l’ordre, portant les insignes de son rang à l’occasion d’une cérémonie à la nécropole nationale de Strasbourg-Cronenbourg, le 1 novembre 2013.

L'insigne, qui fut créé par le sculpteur-médailleur français Max Leognany, est une étoile à six branches doubles, émaillées de bleu, en argent pour les chevaliers, en vermeil pour les officiers. Le centre de l'étoile est entouré de feuilles de laurier entrecroisées et représente l'effigie de la République, entourée d'un cercle portant les mots en lettres capitales : RÉPUBLIQUE FRANÇAISE. Elle est surmontée d'une couronne d'attache de feuilles de chêne entrecroisées, en argent pour les chevaliers, en vermeil pour les officiers. Le revers porte deux drapeaux tricolores entrecroisés, entourés d'un cercle portant l'inscription : Ordre national du Mérite et la date de fondation de l'ordre : 3 décembre 1963. L'insigne est suspendu à un ruban en moire bleu de France. Selon Pompidou, la couleur fut une suggestion de Catroux, arguant la symbolique du bleu de France et étant de même couleur que l'Ordre du Saint-Esprit.
Les autres éléments distinctifs sont les suivants selon les grades :
- l'insigne comporte une rosette pour les officiers ;
- celui des commandeurs est suspendu à une cravate ;
- les grands officiers portent la croix d'officier mais aussi une plaque en argent sur le côté droit de la poitrine ;
- les grands-croix portent la même plaque, mais en vermeil, sur le côté gauche de la poitrine ; la croix « se porte en écharpe », suspendue au bas — donc à gauche — d’un large ruban bleu qui passe sur l'épaule droite.

Ces décorations officielles sont frappées notamment par la Monnaie de Paris.

## Avantages
Les filles, petites-filles et arrière-petites-filles des décorés français peuvent demander à intégrer les maisons d'éducation de la Légion d'honneur, des établissements d’enseignement public destinés aux descendantes de décorés. Elles accueillent 1 000 jeunes filles en internat, de la 6e aux classes préparatoires et BTS. Le suivi pédagogique personnalisé, les effectifs réduits par classe (25 élèves en moyenne), le système des récompenses et la qualité de la vie scolaire participent aux résultats obtenus chaque année, avec un taux de réussite de 100 % au brevet et au baccalauréat.

## Récipiendaires
Le président de la République française est le grand maître de l'ordre. Le grand chancelier de la Légion d'honneur est chancelier de l'ordre national du Mérite. Depuis 1974, tous les Premiers ministres sont élevés, par le président de la République, à la dignité de grand-croix de l'ordre national du Mérite après six mois de fonction.
Pour la liste des récipiendaires, voir les catégories listant les chevaliers, les officiers, les commandeurs et les grands officiers et la page Liste des grands-croix de l'ordre national du Mérite.

### Parité de genre
Le 14 juillet 2007, les femmes représentaient 23,13 % de la première promotion de la Légion d'honneur du second gouvernement Fillon. Ce manque de parité de genre dans la promotion à la Légion d'honneur est alors dénoncé par l'association Demain la parité. Nicolas Sarkozy demande alors une plus grande représentativité dans les promotions de la Légion d'honneur et de l'ordre national du Mérite. La promotion du 11 novembre 2007 avait alors été reportée car n'incluant pas assez de femmes. À partir de la promotion du 1er janvier 2008, les promotions respectent la parité de genre.

## Galerie
| Chevalier | Officier | Commandeur | Grand officier | Grand-croix |
| --------- | -------- | ---------- | -------------- | ----------- |
|           |          |            |                |             |
|           |          |            |                |             |

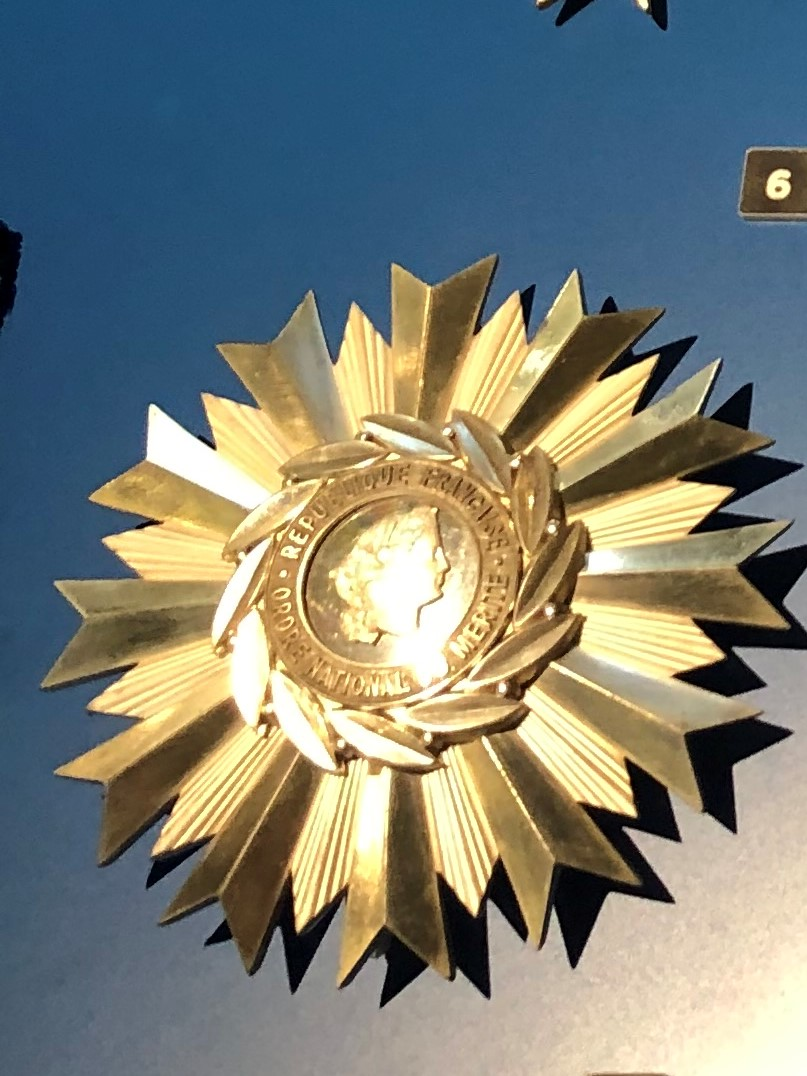
Plaque de grand-Croix.

### Boutonnières
| Rubans et rosettes portées sur les vêtements civils | Rubans et rosettes portées sur les vêtements civils | Rubans et rosettes portées sur les vêtements civils | Rubans et rosettes portées sur les vêtements civils | Rubans et rosettes portées sur les vêtements civils |
| --------------------------------------------------- | --------------------------------------------------- | --------------------------------------------------- | --------------------------------------------------- | --------------------------------------------------- |
| Chevalier (ruban long)                              | Officier                                            | Commandeur                                          | Grand officier                                      | Grand-croix                                         |